# Campionato mondiale di Formula 1 1972

Emerson Fittipaldi al termine del vittorioso Gran Premio d'Italia 1972, successo che lo laureò campione del mondo per la prima volta.

Il campionato mondiale di Formula 1 1972 organizzato dalla FIA è stato, nella storia della categoria, il 23° ad assegnare il campionato piloti e il 15° ad assegnare il campionato costruttori. È iniziato il 23 gennaio e terminato l'8 ottobre, dopo 12 gare, una in più rispetto alla stagione precedente. Il titolo dei piloti è andato per la prima volta a Emerson Fittipaldi e il titolo costruttori per la quinta volta alla Lotus.

## Calendario
Per questa stagione venne programmato un totale di 12 gare, una in più della stagione precedente: torna dopo una stagione di assenza il Gran Premio del Belgio che sostituisce il Gran Premio d'Olanda. La dodicesima gara è il Gran premio d'Argentina, che dopo 10 anni di assenza era rientrata l'anno precedente come gara non valevole per il mondiale.
| Gara | Nome ufficiale del gran premio        | Circuito                                   | Sede                      | Data         | Ora    | Ora   | Ora   | Diretta TV          |
| Gara | Nome ufficiale del gran premio        | Circuito                                   | Sede                      | Data         | Locale | UTC   | ITA   | Diretta TV          |
| ---- | ------------------------------------- | ------------------------------------------ | ------------------------- | ------------ | ------ | ----- | ----- | ------------------- |
| 1    | Gran Premio de la República Argentina | Autodromo Municipal Ciudad de Buenos Aires | Buenos Aires              | 23 gennaio   | 16:30  | 19:30 | 20:30 | Non trasmesso       |
| 2    | South African Grand Prix              | Circuito di Kyalami                        | Midrand                   | 4 marzo      |        |       |       | Non trasmesso       |
| 3    | Gran Premio de España                 | Circuito permanente del Jarama             | Jarama                    | 1 maggio     |        |       |       | Non trasmesso       |
| 4    | Grand Prix Automobile de Monaco       | Circuito di Monte Carlo                    | Monaco                    | 14 maggio    | 15:00  | 14:00 | 15:00 | Programma Nazionale |
| 5    | Grote Prijs van Belgie                | Circuito di Nivelles                       | Nivelles                  | 4 giugno     | 16:30  | 15:30 | 16:30 | Secondo Programma   |
| 6    | Grand Prix de France                  | Circuito di Clermont-Ferrand               | Clermont-Ferrand          | 2 luglio     |        |       |       | Non trasmesso       |
| 7    | John Player British Grand Prix        | Circuito di Brands Hatch                   | West Kingsdown            | 15 luglio    | 15:30  | 15:30 | 16:30 | Programma Nazionale |
| 8    | Großer Preis von Deutschland          | Nürburgring                                | Nürburg                   | 30 luglio    |        |       |       | Non trasmesso       |
| 9    | Großer Preis von Österreich           | Österreichring                             | Spielberg bei Knittelfeld | 13 agosto    | 16:00  | 15:00 | 16:00 | Programma Nazionale |
| 10   | Gran Premio d'Italia                  | Autodromo nazionale di Monza               | Monza                     | 10 settembre | 15:30  | 14:30 | 15:30 | Programma Nazionale |
| 11   | Grand Prix Labatt's 50 du Canada      | Mosport International Raceway              | Bowmanville               | 24 settembre |        |       |       | Non trasmesso       |
| 12   | United States Grand Prix              | Watkins Glen International                 | Watkins Glen              | 8 ottobre    |        |       |       | Non trasmesso       |

## Piloti e costruttori
I seguenti team e piloti parteciparono al campionato mondiale di Formula 1 nella stagione 1972.
| Nome del Team                          | Costruttore     | Modello               | Motore            | Gomme | Piloti |
| -------------------------------------- | --------------- | --------------------- | ----------------- | ----- | --- |
| John Player's Team Lotus               | Lotus           | 72D                   | Ford-Cosworth DFV | F     | Emerson Fittipaldi Dave Walker Tony Trimmer Reine Wisell                                                         |
| World Wide Racing                      | Lotus           | 72D                   | Ford-Cosworth DFV | F     | Emerson Fittipaldi                                                                                               |
| Scuderia Scribante Lucky Strike Racing | Lotus           | 72D                   | Ford-Cosworth DFV | F     | Dave Charlton |
| Elf Team Tyrrell                       | Tyrrell         | 002 003 004 005       | Ford-Cosworth DFV | G     | Jackie Stewart François Cevert Patrick Depailler                                                                 |
| Motor Racing Developments              | Brabham         | BT37 BT42             | Ford-Cosworth DFV | G     | Graham Hill Carlos Reutemann Wilson Fittipaldi                                                                   |
| Yardley Team McLaren                   | McLaren         | M19A M19C             | Ford-Cosworth DFV | G     | Denny Hulme Peter Revson Jody Scheckter Brian Redman                                                             |
| Scuderia Ferrari SEFAC SpA             | Ferrari         | 312B2                 | Ferrari 001/1     | F     | Jacky Ickx Clay Regazzoni Mario Andretti Arturo Merzario Nanni Galli                                             |
| Clarke-Mordaunt-Gunthrie               | March           | 721G                  | Ford-Cosworth DFV | F     | Mike Beuttler |
| STP March Racing Team                  | March           | 721G 721X             | Ford-Cosworth DFV | G     | Ronnie Peterson Niki Lauda                                                                                       |
| Gene Mason Racing                      | March           | 711                   | Ford-Cosworth DFV | F     | Skip Barber |
| Speed International                    | March           | 711                   | Ford-Cosworth DFV | G     | Ray Allen |
| Williams Team Motul                    | March Politoys  | 711 721 FX3           | Ford-Cosworth DFV | G     | Henri Pescarolo Carlos Pace Giancarlo Gagliardi                                                                  |
| Team Eifelland                         | Eifelland-March | E21                   | Ford-Cosworth DFV | G     | Rolf Stommelen                                                                                                   |
| Broke Bond Oxo Walker Surtees          | Surtees         | TS14 TS9B             | Ford-Cosworth DFV | F     | Mike Hailwood John Surtees                                                                                       |
| Ceramiche Pagnossin Team               | Surtees         | TS9B                  | Ford-Cosworth DFV | F     | Andrea De Adamich                                                                                                |
| Flame Out Team Surtees                 | Surtees         | TS9B TS14             | Ford-Cosworth DFV | F     | Tim Schenken |
| Champcarr Inc.                         | Surtees         | TS9B                  | Ford-Cosworth DFV | F     | Sam Posey |
| Team Gunston                           | Surtees Brabham | TS9 BT33              | Ford-Cosworth DFV | F     | John Love Willie Ferguson                                                                                        |
| Marlboro BRM                           | BRM             | P153 P153B P160B P180 | BRM P142          | F     | Jean-Pierre Beltoise Howden Ganley Reine Wisell Peter Gethin Vern Schuppan Jackie Oliver Brian Redman Bill Brack |
| Austria Marlboro BRM                   | BRM             | P153 P153B P160       | BRM P142          | F     | Helmut Marko |
| España Marlboro BRM                    | BRM             | P160B                 | BRM P142          | F     | Alex Soler-Roig                                                                                                  |
| Équipe Matra                           | Matra           | MS120C                | Matra MS71        | G     | Chris Amon |
| Darnaval Connew Racing Team            | Connew          | PC1                   | Ford-Cosworth DFV | F     | François Migault                                                                                                 |
| Martini Racing Team                    | Tecno           | PA123/3 PA123/4       | Tecno Series-P    | F     | Nanni Galli Derek Bell                                                                                           |

## Risultati
| N° | Gran Premio                   | Data         | Circuito         | Pole position      | Giro più veloce      | Pilota vincitore     | Costruttore  | Resoconto |
| -- | ----------------------------- | ------------ | ---------------- | ------------------ | -------------------- | -------------------- | ------------ | --------- |
| 1  | Gran Premio d'Argentina       | 23 gennaio   | Buenos Aires     | Carlos Reutemann   | Jackie Stewart       | Jackie Stewart       | Tyrrell-Ford | Resoconto |
| 2  | Gran Premio del Sudafrica     | 4 marzo      | Kyalami          | Jackie Stewart     | Mike Hailwood        | Denny Hulme          | McLaren-Ford | Resoconto |
| 3  | Gran Premio di Spagna         | 1º maggio    | Jarama           | Jacky Ickx         | Jacky Ickx           | Emerson Fittipaldi   | Lotus-Ford   | Resoconto |
| 4  | Gran Premio di Monaco         | 14 maggio    | Montecarlo       | Emerson Fittipaldi | Jean-Pierre Beltoise | Jean-Pierre Beltoise | BRM          | Resoconto |
| 5  | Gran Premio del Belgio        | 4 giugno     | Nivelles         | Emerson Fittipaldi | Chris Amon           | Emerson Fittipaldi   | Lotus-Ford   | Resoconto |
| 6  | Gran Premio di Francia        | 2 luglio     | Clermont Ferrand | Chris Amon         | Chris Amon           | Jackie Stewart       | Tyrrell-Ford | Resoconto |
| 7  | Gran Premio di Gran Bretagna  | 15 luglio    | Brands Hatch     | Jacky Ickx         | Jackie Stewart       | Emerson Fittipaldi   | Lotus-Ford   | Resoconto |
| 8  | Gran Premio di Germania       | 30 luglio    | Nürburgring      | Jacky Ickx         | Jacky Ickx           | Jacky Ickx           | Ferrari      | Resoconto |
| 9  | Gran Premio d'Austria         | 13 agosto    | Österreichring   | Emerson Fittipaldi | Denny Hulme          | Emerson Fittipaldi   | Lotus-Ford   | Resoconto |
| 10 | Gran Premio d'Italia          | 10 settembre | Monza            | Jacky Ickx         | Jacky Ickx           | Emerson Fittipaldi   | Lotus-Ford   | Resoconto |
| 11 | Gran Premio del Canada        | 24 settembre | Mosport          | Peter Revson       | Jackie Stewart       | Jackie Stewart       | Tyrrell-Ford | Resoconto |
| 12 | Gran Premio degli Stati Uniti | 8 ottobre    | Watkins Glen     | Jackie Stewart     | Jackie Stewart       | Jackie Stewart       | Tyrrell-Ford | Resoconto |

## Classifiche

### Classifica Piloti
I punti per il Campionato mondiale piloti del 1972 furono assegnati su base 9–6–4–3–2–1 ai primi sei classificati di ogni gara. Per la classifica potranno essere mantenuti solo i migliori cinque risultati della prima metà della stagione e i migliori cinque risultati della seconda metà della stagione.
| Pos. | Pilota               |     |     |     |     |     |     |     |     |     |     |     |     | Punti |
| ---- | -------------------- | --- | --- | --- | --- | --- | --- | --- | --- | --- | --- | --- | --- | ----- |
| 1    | Emerson Fittipaldi   | Rit | 2   | 1   | 3   | 1   | 2   | 1   | Rit | 1   | 1   | 11  | Rit | 61    |
| 2    | Jackie Stewart       | 1   | Rit | Rit | 4   |     | 1   | 2   | 11* | 7   | Rit | 1   | 1   | 45    |
| 3    | Denny Hulme          | 2   | 1   | Rit | 15  | 3   | 7   | 5   | Rit | 2   | 3   | 3   | 3   | 39    |
| 4    | Jacky Ickx           | 3   | 8   | 2   | 2   | Rit | 11  | Rit | 1   | Rit | Rit | 12  | 5   | 27    |
| 5    | Peter Revson         | Rit | 3   | 5   |     | 7   |     | 3   |     | 3   | 4   | 2   | 18* | 23    |
| 6    | François Cevert      | Rit | 9   | Rit | NC  | 2   | 4   | Rit | 10  | 9   | Rit | Rit | 2   | 15    |
| 7    | Clay Regazzoni       | 4   | 12  | 3   | Rit | Rit |     |     | 2   | Rit | Rit | 5   | 8   | 15    |
| 8    | Mike Hailwood        |     | Rit | Rit | Rit | 4   | 6   | Rit | Rit | 4   | 2   |     | 17* | 13    |
| 9    | Ronnie Peterson      | 6   | 5   | Rit | 11  | 9   | 5   | 7*  | 3   | 12  | 9   | SQ  | 4   | 12    |
| 10   | Chris Amon           | NP  | 15  | Rit | 6   | 6   | 3   | 4   | 15  | 5   | Rit | 6   | 15  | 12    |
| 11   | Jean-Pierre Beltoise |     | Rit | Rit | 1   | Rit | 15  | 11  | 9   | 8   | 8   | Rit | Rit | 9     |
| 12   | Mario Andretti       | Rit | 4   | Rit |     |     |     |     |     |     | 7   |     | 6   | 4     |
| 13   | Howden Ganley        | 9   | NC  | Rit | Rit | 8   |     |     | 4   | 6   | 11  | 10  | Rit | 4     |
| 14   | Brian Redman         |     |     |     | 5   |     | 9   |     | 5   |     |     |     | Rit | 4     |
| 15   | Graham Hill          | Rit | 6   | 10  | 12  | Rit | 10  | Rit | 6   | Rit | 5   | 8   | 11  | 4     |
| 16   | Carlos Reutemann     | 7   | Rit |     |     | 13  | 12  | 8   | Rit | Rit | Rit | 4   | Rit | 3     |
| 17   | Andrea De Adamich    | Rit | NC  | 4   | 7   | Rit | 14  | Rit | 13  | 14  | Rit | Rit | Rit | 3     |
| 18   | José Carlos Pace     |     | 17  | 6   | 17  | 5   | Rit | Rit | NC  | NC  | Rit | 9*  | Rit | 3     |
| 19   | Tim Schenken         | 5   | Rit | 8   | Rit | Rit | 17  | Rit | 14  | 11  | Rit | 7   | Rit | 2     |
| 20   | Arturo Merzario      |     |     |     |     |     |     | 6   | 12  |     |     |     |     | 1     |
| 21   | Peter Gethin         | Rit | NC  | Rit | Rit | Rit |     | Rit |     | 13  | 6   | Rit | Rit | 1     |
| -    | Wilson Fittipaldi    |     |     | 7   | 9   | Rit | 8   | 12* | 7   | Rit | Rit | Rit | Rit | 0     |
| -    | Niki Lauda           | 11  | 7   | Rit | 16  | 12  | Rit | 9   | Rit | 10  | 13  | SQ  | NC  | 0     |
| -    | Patrick Depailler    |     |     |     |     |     | NC  |     |     |     |     |     | 7   | 0     |
| -    | Helmut Marko         | 10  | 14  |     | 8   | 10  | Rit |     |     |     |     |     |     | 0     |
| -    | Mike Beuttler        |     |     | NQ  | 13  | Rit | 19* | 13  | 8   | Rit | 10  | NC  | 13  | 0     |
| -    | Henri Pescarolo      | 8   | 11  | 11  | Rit | NC  | NP  | Rit | Rit | NP  | NQ  | 13  | 14  | 0     |
| -    | Dave Walker          | SQ  | 10  | 9   | 14  | 14  | 18* | Rit | Rit | Rit |     |     | Rit | 0     |
| -    | Jody Scheckter       |     |     |     |     |     |     |     |     |     |     |     | 9   | 0     |
| -    | Rolf Stommelen       |     | 13  | Rit | 10  | 11  | 16  | 10  | Rit | Rit |     |     |     | 0     |
| -    | Reine Wisell         | Rit |     | Rit | Rit |     | Rit |     | Rit |     | 12  | Rit | 10  | 0     |
| -    | Sam Posey            |     |     |     |     |     |     |     |     |     |     |     | 12  | 0     |
| -    | Nanni Galli          |     |     |     |     | Rit | 13  | Rit |     | Rit | Rit |     |     | 0     |
| -    | Skip Barber          |     |     |     |     |     |     |     |     |     |     | NC  | 16  | 0     |
| -    | John Love            |     | 16* |     |     |     |     |     |     |     |     |     |     | 0     |
| -    | Dave Charlton        |     | Rit |     |     |     | NQ  | Rit | Rit |     |     |     |     | 0     |
| -    | Derek Bell           |     |     |     |     |     |     |     | Rit |     | NQ  |     | Rit | 0     |
| -    | Alex Soler-Roig      | Rit |     | Rit |     |     |     |     |     |     |     |     |     | 0     |
| -    | Jackie Oliver        |     |     |     |     |     |     | Rit |     |     |     |     |     | 0     |
| -    | François Migault     |     |     |     |     |     |     |     |     | Rit |     |     |     | 0     |
| -    | John Surtees         |     |     |     |     |     |     |     |     |     | Rit |     |     | 0     |
| -    | Bill Brack           |     |     |     |     |     |     |     |     |     |     | Rit |     | 0     |
| Pos. | Pilota               |     |     |     |     |     |     |     |     |     |     |     |     | Punti |

| Legenda | 1º posto     | 2º posto | 3º posto    | A punti         | Senza punti/Non class.  | Grassetto – Pole position Corsivo – Giro più veloce |
| Legenda | Squalificato | Ritirato | Non partito | Non qualificato | Solo prove/Terzo pilota | Grassetto – Pole position Corsivo – Giro più veloce |

* Indica quei piloti che non hanno terminato la gara ma sono ugualmente classificati avendo coperto, come previsto dal regolamento, almeno il 90% della distanza totale.

### Classifica Costruttori

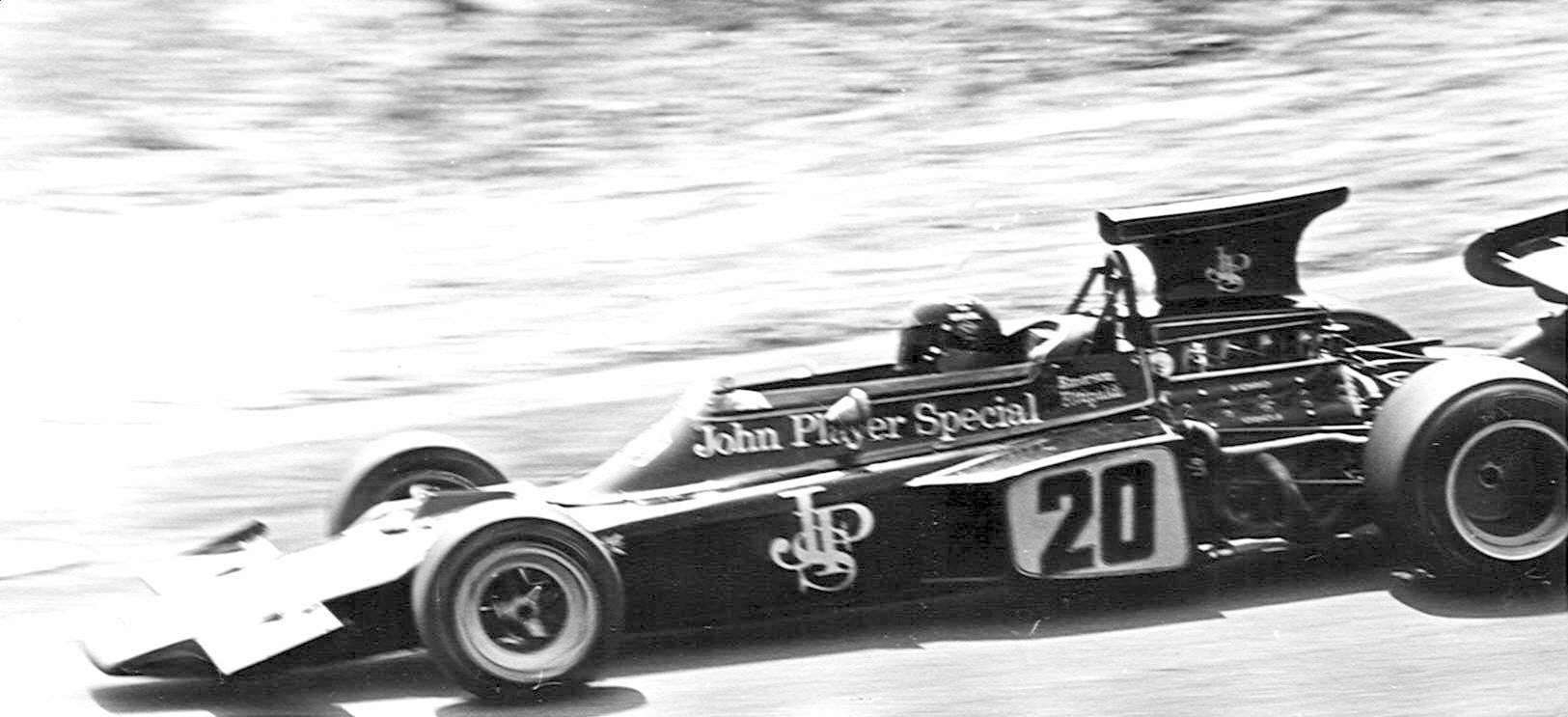
Lotus-Ford ha vinto la Coppa Internazionale Costruttori di F1.

I punti per la Coppa Internazionale dei Costruttori di F1 del 1972 furono assegnati su base 9–6–4–3–2–1 ai primi sei classificati di ogni gara. Solo l'auto meglio classificata di ciascun produttore poteva segnare punti. Per la classifica potranno essere mantenuti solo i migliori cinque risultati della prima metà della stagione e i migliori cinque risultati della seconda metà della stagione.
| Pos. | Costruttore | Motore        | ARG | RSA | ESP | MON | BEL | FRA | GBR | GER | AUT | ITA | CAN | USA | Punti   | Vittorie | Pole | GPV |
| ---- | ----------- | ------------- | --- | --- | --- | --- | --- | --- | --- | --- | --- | --- | --- | --- | ------- | -------- | ---- | --- |
| 1    | Lotus       | Ford-Cosworth | Rit | 2   | 1   | 3   | 1   | 2   | 1   | Rit | 1   | 1   | 11  | 10  | 61      | 5        | 3    | 0   |
| 2    | Tyrrell     | Ford-Cosworth | 1   | 9   | Rit | 4   | 2   | 1   | 2   | 10  | 7   | Rit | 1   | 1   | 51      | 4        | 2    | 4   |
| 3    | McLaren     | Ford-Cosworth | 2   | 1   | 5   | 5   | 3   | 7   | 3   | (5) | 2   | 3   | 2   | 3   | 47 (49) | 1        | 1    | 1   |
| 4    | Ferrari     | Ferrari       | 3   | 4   | 2   | 2   | Rit | 11  | 6   | 1   | Rit | 7   | 5   | 5   | 33      | 1        | 4    | 3   |
| 5    | Surtees     | Ford-Cosworth | 5   | 16  | 4   | 7   | 4   | 6   | Rit | 13  | 4   | 2   | 7   | 12  | 18      | 0        | 0    | 1   |
| 6    | March       | Ford-Cosworth | 6   | 5   | 6   | 11  | 5   | 5   | 7   | 3   | 10  | 9   | 9   | 4   | 15      | 0        | 0    | 0   |
| 7    | BRM         | BRM           | 9   | 14  | Rit | 1   | 8   | 15  | 11  | 4   | 6   | 6   | 10  | Rit | 14      | 1        | 0    | 1   |
| 8    | Matra       | Matra         | DNS | 15  | Rit | 6   | 6   | 3   | 4   | 15  | 5   | Rit | 6   | 15  | 12      | 0        | 1    | 2   |
| 9    | Brabham     | Ford-Cosworth | 7   | 6   | 7   | 9   | 13  | 8   | 8   | 6   | Rit | 5   | 4   | 11  | 7       | 0        | 1    | 0   |
| Pos. | Costruttore | Motore        | ARG | RSA | ESP | MON | BEL | FRA | GBR | GER | AUT | ITA | CAN | USA | Punti   | Vittorie | Pole | GPV |

## Gare non valide per il mondiale
| N° | Data       | Gran Premio                     | Circuito     | Pilota vincitore     | Costruttore  | Pole position      | Giro più veloce    | Resoconto |
| -- | ---------- | ------------------------------- | ------------ | -------------------- | ------------ | ------------------ | ------------------ | --------- |
| 1  | 19 marzo   | Race of Champions               | Brands Hatch | Emerson Fittipaldi   | Lotus-Ford   | Emerson Fittipaldi | Emerson Fittipaldi | Resoconto |
| 2  | 30 marzo   | Gran Premio del Brasile         | Interlagos   | Carlos Reutemann     | Brabham-Ford | Emerson Fittipaldi | Emerson Fittipaldi | Resoconto |
| 3  | 23 aprile  | BRDC International Trophy       | Silverstone  | Emerson Fittipaldi   | Lotus-Ford   | Emerson Fittipaldi | Mike Hailwood      | Resoconto |
| 4  | 29 maggio  | International Gold Cup          | Oulton       | Denny Hulme          | McLaren-Ford | Peter Gethin       | Brian Redman       | Resoconto |
| 5  | 18 giugno  | Gran Premio Repubblica Italiana | Vallelunga   | Emerson Fittipaldi   | Lotus-Ford   | Emerson Fittipaldi | Emerson Fittipaldi | Resoconto |
| 6  | 22 ottobre | World Champion Victory Race     | Brands Hatch | Jean-Pierre Beltoise | BRM          | Emerson Fittipaldi | Emerson Fittipaldi | Resoconto |